# Friedrich-Koenig-Medaille
Die Friedrich-Koenig-Medaille wurde 1953 in Gedenken an den Erfinder der Druckmaschine Friedrich Koenig (1774–1833) für besondere Verdienste auf dem Gebiet des Druckmaschinenbaus gestiftet.
Mit der Verleihung der Friedrich-Koenig-Medaille werden führende Persönlichkeiten der Druckmaschinenindustrie für ihre außerordentlichen Verdienste um Forschung und Lehre im Druckmaschinenbau ausgezeichnet. Über die Verleihung der Friedrich-Koenig-Medaille entscheidet ein Kuratorium der TU Darmstadt und  der Forschungsgesellschaft Druckmaschinen e.V. im Verband Deutscher Maschinen- und Anlagenbau (VDMA), Frankfurt.

## Preisträger
- 1953: Hans Bolza
- 1957: Hubert H.A. Sternberg
- 1958: Wilhelm Köhler
- 1974: Kurt Werner
- 1981: Hermann Thomas
- 1982: Rolf Seißer
- 1987: Karl R. Scheuter
- 1987: Harry M. Greiner
- 2005: Hans-Bernhard Bolza-Schünemann
- 2012: Siegbert Holderried
- 2016: Dietmar Pötter
- 2018: Claus Bolza-Schünemann